# Stig Broeckx
Stig Broeckx, né le 10 mai 1990 à Mol, est un coureur cycliste belge, membre de l'équipe Lotto-Soudal de 2014 à 2016.

## Biographie

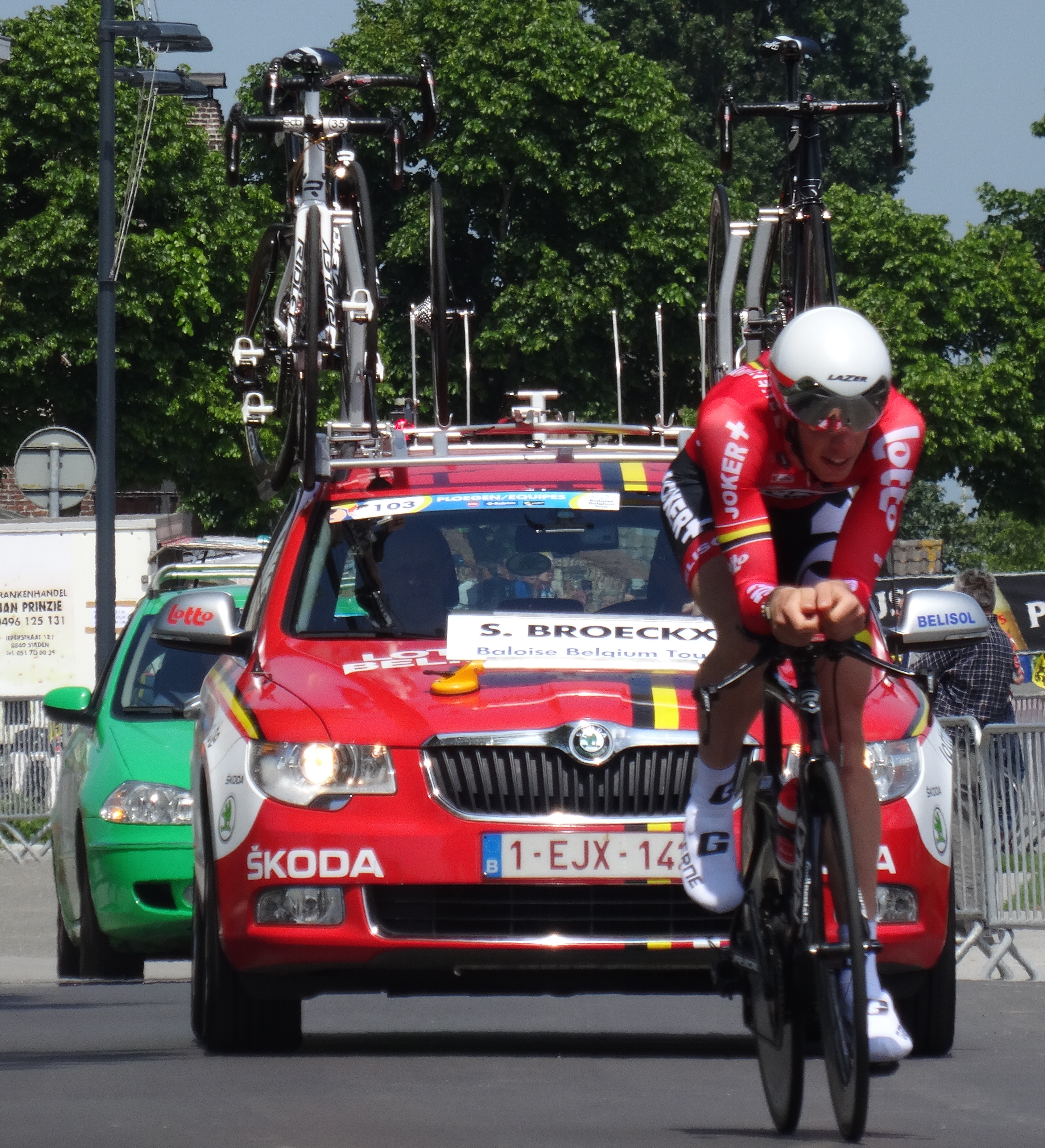
Stig Broeckx lors du contre-la-montre de la 3e étape du Tour de Belgique 2014.

Stig Broeckx commence le cyclisme en 2000 au BMX 2000 Dessel. En 2003, il change de club et rejoint le Balen BC. En 2009, il est engagé par l'équipe PWS-Eijssen, créée un an auparavant pour amener les meilleurs jeunes du Balen BC vers le professionnalisme,. Il reste trois ans dans cette équipe, renommée Ovyta-Eijssen-Acrog en 2011.
En 2012, il est recruté par Lotto-Belisol U23, réserve de l'équipe professionnelle Lotto-Belisol. L'année suivante, il est notamment champion de la province d'Anvers du contre-la-montre, deuxième du Circuit Het Nieuwsblad espoirs et du championnat de Belgique élites sans contrat, troisième du Triptyque ardennais. En fin de saison, il est stagiaire chez Lotto-Belisol, qui lui fait signer son premier contrat professionnel pour la saison 2014.
À la fin de la saison 2014, le contrat qui le lie à son employeur est prolongé pour l'année suivante.
Broeckx participe au Tour d'Italie 2015. Il subit une chute lors de la dix-huitième étape. Atteint d'une fracture de la clavicule gauche, il doit abandonner. Fin 2015, il prolonge son contrat avec la formation Lotto-Soudal.

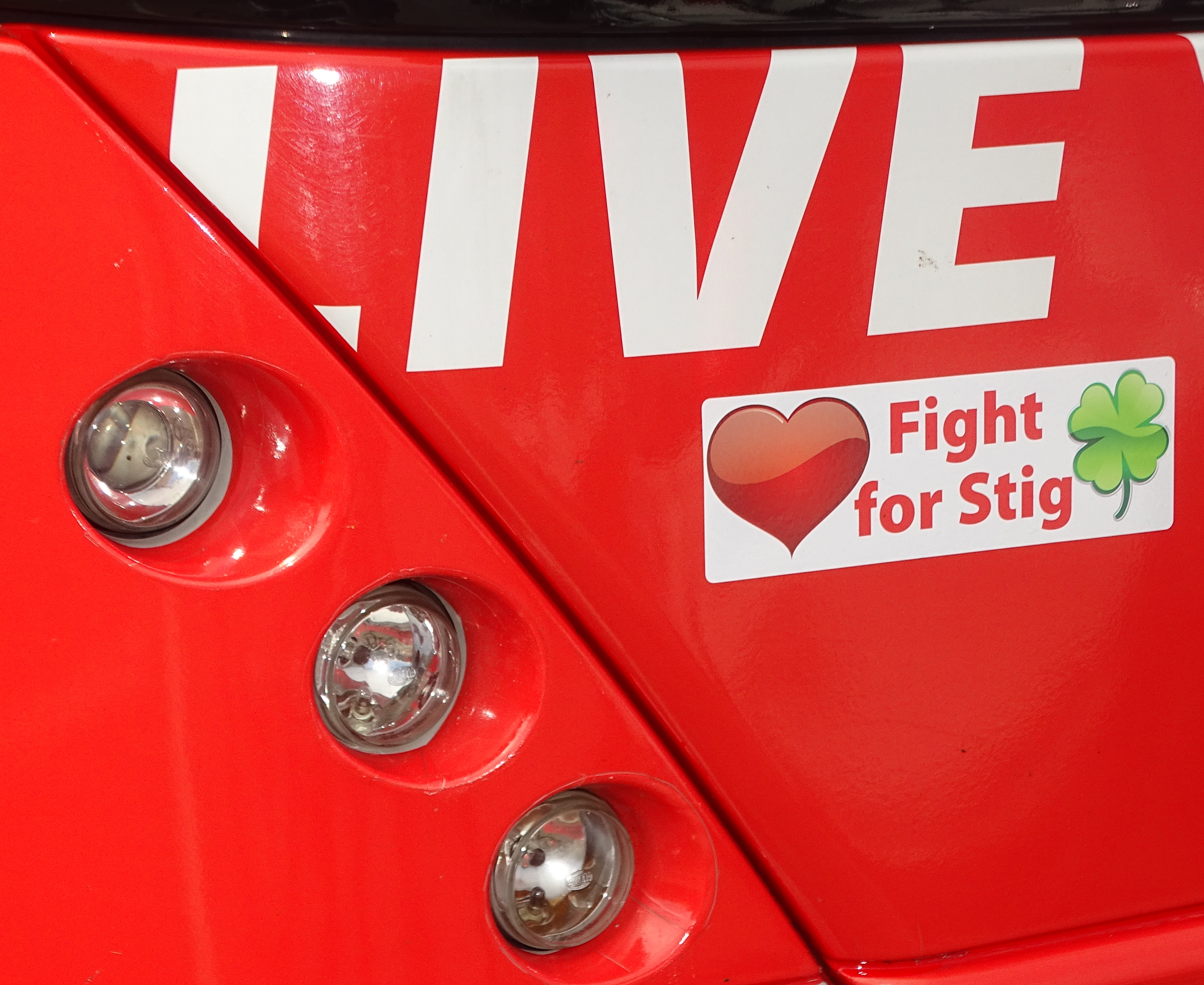
Autocollant « Fight for Stig » sur le bus de Lotto-Soudal lors de Halle-Ingooigem 2016.

Broeckx est renversé par une moto lors de Kuurne-Bruxelles-Kuurne 2016. Il est atteint notamment d'une fracture costale ainsi que d'une fracture de la clavicule droite. En mai de la même année, lors de la 3e étape du Tour de Belgique, il est pris dans une chute provoquée par deux motos. Il souffre de deux hémorragies cérébrales et est placé dans le coma. Il sort du coma en décembre et son état général montre « des signes encourageants ». En novembre 2018, il remonte pour la première fois sur un VTT. Il est révélé qu'il lui a fallu réapprendre à marcher et à parler. Il a subi de graves dommages au cerveau et a passé plus de six mois dans le coma après avoir été déclaré en état végétatif. Si son rétablissement est encore très long, les médecins estiment qu’il progresse plus rapidement que prévu.
Un film documentaire intitulé "De Stig", sorti au cinéma le 11 mars 2020, et diffusé en télévision le 31 mars 2020 par la télévision belge d'expression néerlandophone VRT, relate la longue et courageuse revalidation de celui qui fut un cycliste professionnel.

## Palmarès
- 2007[13]
  - 2ea étape de Liège-La Gleize (contre-la-montre par équipes)
- 2008
  - 3e du championnat de la province d'Anvers du contre-la-montre juniors
  - 3e du championnat de la province d'Anvers sur route juniors
- 2013
  - Champion de la province d'Anvers du contre-la-montre
  - 2e du Circuit Het Nieuwsblad espoirs
  - 2e du championnat de Belgique des élites sans contrat
  - 3e du Triptyque ardennais

## Résultats sur les grands tours

### Tour d'Italie
1 participation 
- 2015 : abandon (18e étape)

## Classements mondiaux
| Année           | 2013 | 2014 | 2015 |
| --------------- | ---- | ---- | ---- |
| UCI World Tour  |      | nc   | nc   |
| UCI Europe Tour | 287e |      |      |